# Tabor Opera House
La Tabor Opera House est un ancien opéra américain situé à Leadville, dans le comté de Lake, au Colorado. Construite en 1879, elle a depuis lors également servi de théâtre et de salle de cinéma, entre autres. Propriété contributrice au district historique de Leadville depuis qu'il a été établi en tant que National Historic Landmark le 4 juillet 1961, c'est également et depuis 2016 un National Treasure selon le National Trust for Historic Preservation.